# 甲川站
甲川站（：／ Gapcheon yeok */?）是大田地鐵1號線沿線的一座地下車站，位於韓國大田廣域市西區月坪洞。

## 車站結構
本站站體為2面2線側式月台的地下車站，設有月台幕門，並有3處出口。

### 月台配置
| 月坪 ↑     |
| \| 上      |
| ↓ 儒城溫泉 |

| 月台 | 路線               | 目的地                                   |
| ---- | ------------------ | ---------------------------------------- |
| 上行 | ●大田都市铁道1号线 | 月坪、市廳、大田、板岩方向               |
| 下行 | ●大田都市铁道1号线 | 儒城溫泉、顯忠院、世界盃競技場、盤石方向 |

## 歷史
- 2007年4月17日：落成啟用。

## 車站周邊
- 甲川（朝鲜语：갑천）河岸
- 萬年橋
- Fashion World購物中心
- Home plus（朝鲜语：홈플러스）儒城店
- 大田都市鐵道公社

## 圖片

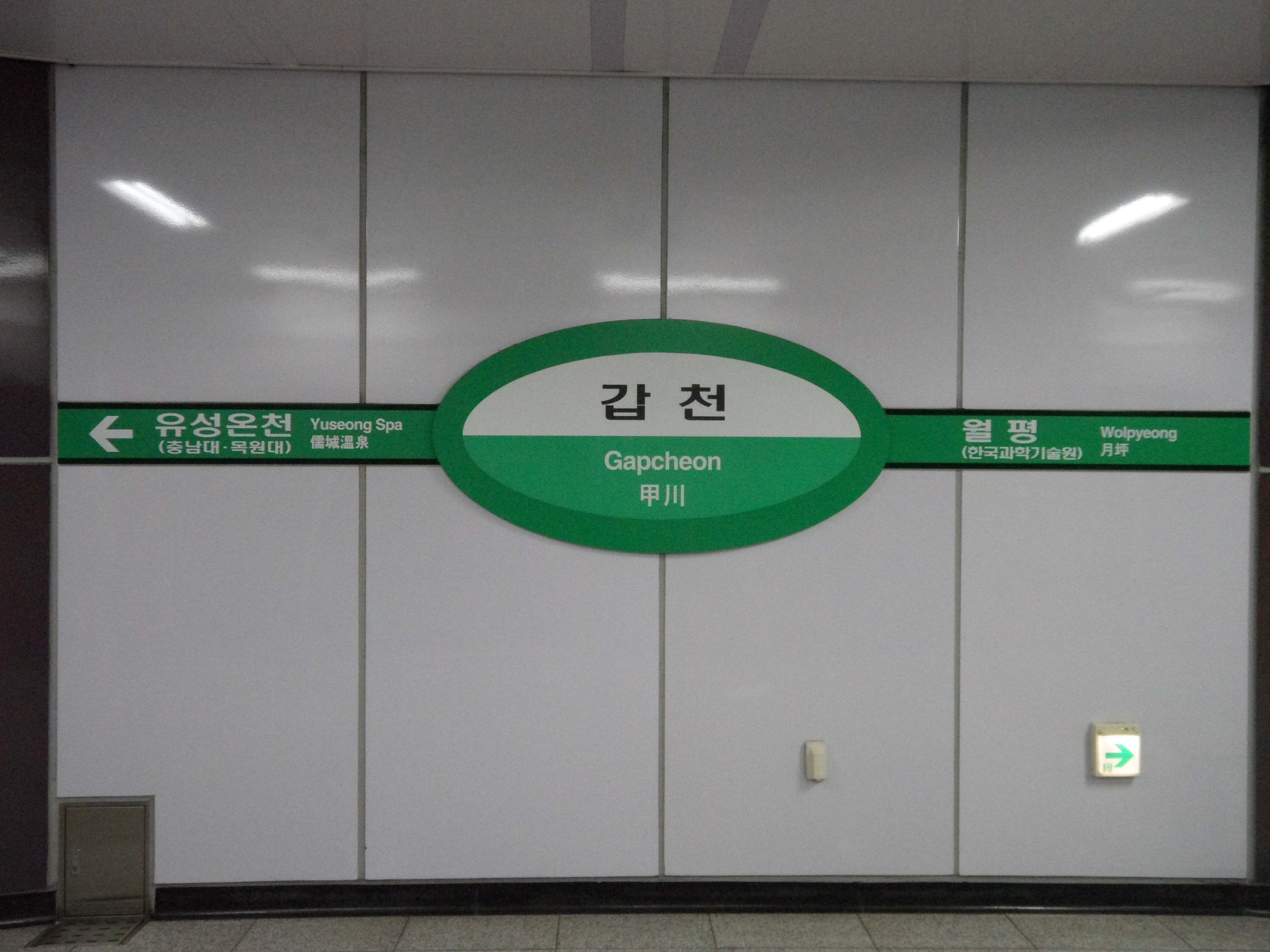
站名牌
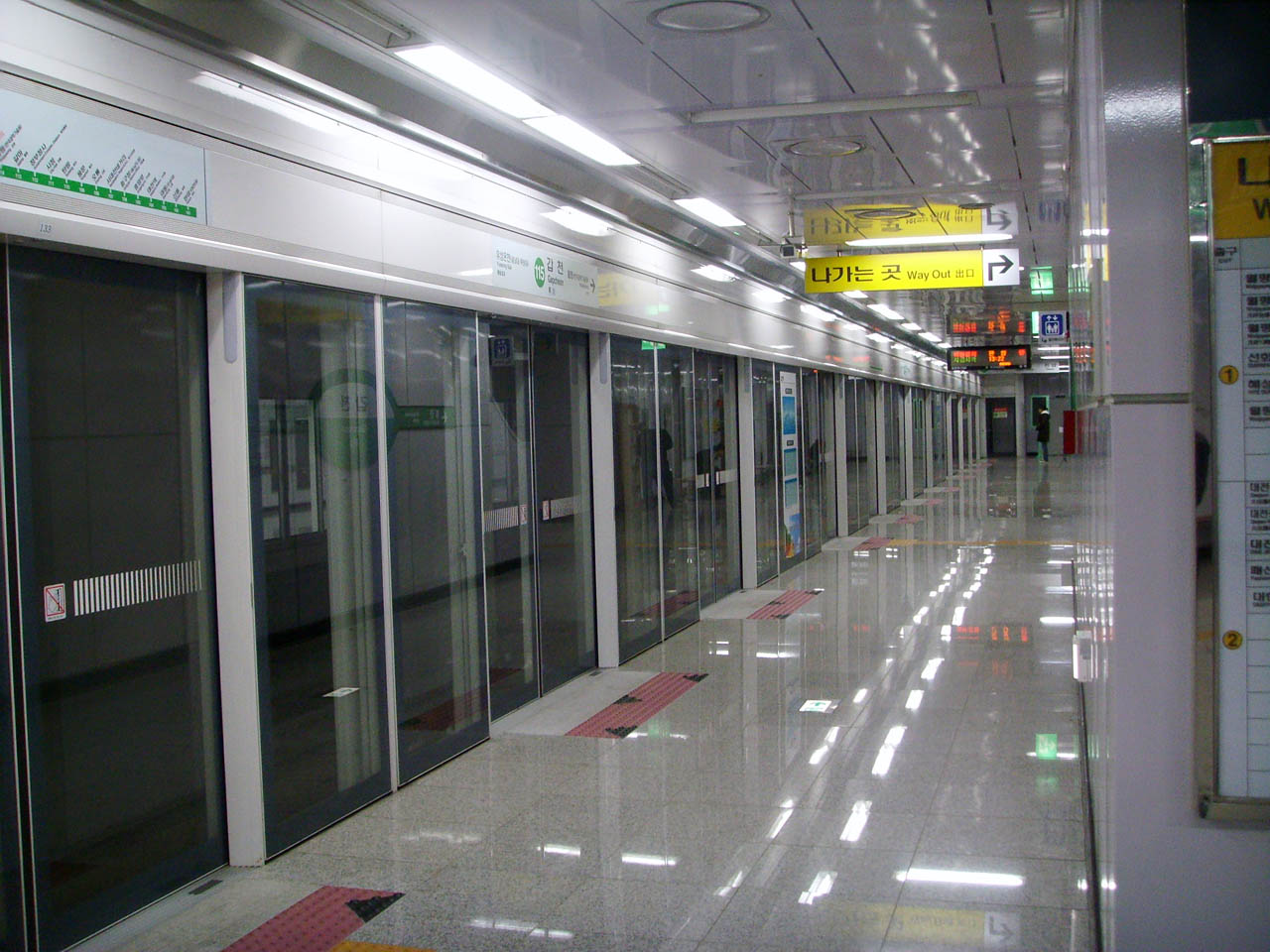
候車月台

## 相鄰車站
大田廣域市都市鐵道公社
●大田都市铁道1号线
月坪（114）－甲川（115）－儒城溫泉（116）